# Nuoto ai XVIII Giochi panamericani
Le gare di nuoto ai XVIII Giochi panamericani si sono svolte a Lima, in Perù, dal 4 al 10 agosto 2019. Le gare in acque libere si sono tenute il 4 agosto a Laguna Bujama, mentre le gare in piscina si sono svolte al Centro Aquatico a Lima, a partire dal 6 agosto. I tempi dei nuotatori varranno come minimi per la partecipazione ai Giochi della XXXII Olimpiade del 2020 che si svolgeranno a Tokyo.

## Medagliere
| Posiz. | Nazione           | Oro | Argento | Bronzo | Totale |
| ------ | ----------------- | --- | ------- | ------ | ------ |
| 1      | Stati Uniti       | 21  | 15      | 9      | 45     |
| 2      | Brasile           | 11  | 9       | 12     | 32     |
| 3      | Argentina         | 4   | 4       | 3      | 11     |
| 4      | Canada            | 1   | 8       | 6      | 15     |
| 5      | Ecuador           | 1   | -       | -      | 1      |
| 6      | Cile              | -   | 1       | -      | 1      |
|        | Guatemala         | -   | 1       | -      | 1      |
| 8      | Messico           | -   | -       | 6      | 6      |
| 9      | Colombia          | -   | -       | 1      | 1      |
|        | Trinidad e Tobago | -   | -       | 1      | 1      |
| TOTALE | TOTALE            | 38  | 38      | 38     | 114    |

## Risultati

### Uomini
| Evento               | Oro | Tempo     | Argento | Tempo     | Bronzo | Tempo     |
| Stile libero         | |           | |           | |           |
| 50 m                 | Bruno Fratus | 21"61     | Nathan Adrian | 21"87     | Michael Chadwick                                                                                                 | 21"99     |
| 100 m                | Marcelo Chierighini                                                                                                   | 48"09     | Nathan Adrian | 48"17     | Michael Chadwick                                                                                                 | 48"88     |
| 200 m                | Fernando Scheffer | 1'46"68   | Breno Correia | 1'47"47   | Drew Kibler | 1'47"71   |
| 400 m                | Andrew Abruzzo | 3'48"41   | Fernando Scheffer | 3'49"60   | Luiz Altamir Melo                                                                                                | 3'49"91   |
| 800 m                | Andrew Abruzzo | 7'54"70   | Miguel Valente | 7'56"37   | Ricardo Vargas                                                                                                   | 7'56"78   |
| 1500 m               | Guilherme Da Costa | 15'09"93  | Nicholas Sweetser | 15'14"24  | Ricardo Vargas                                                                                                   | 15'14"99  |
| Dorso                | |           | |           | |           |
| 100 m                | Daniel Carr | 53"50     | Guilherme Guido | 53"54     | Dylan Carter | 54"42     |
| 200 m                | Daniel Carr | 1'58"13   | Nick Alexander | 1'58"30   | Leonardo de Deus                                                                                                 | 1'58"73   |
| Rana                 | |           | |           | |           |
| 100 m                | João Gomes Júnior | 59"51     | Felipe Lima | 59"57     | Kevin Cordes | 1'00"27   |
| 200 m                | William Licon | 2'07"62   | Nicolas Fink | 2'08"16   | Miguel de Lara                                                                                                   | 2'11"23   |
| Delfino              | |           | |           | |           |
| 100 m                | Thomas Shields | 51"59     | Luis Martínez | 51"63     | Vinicius Lanza                                                                                                   | 51"88     |
| 200 m                | Leonardo de Deus | 1'55"86   | Samuel Pomajevich | 1'57"35   | Jonathan Gómez                                                                                                   | 1'57"75   |
| Misti                | |           | |           | |           |
| 200 m                | William Licon | 1'59"13   | Caio Pumputis | 2'00"12   | Leonardo Coelho Santos                                                                                           | 2'00"29   |
| 400 m                | Charlie Swanson | 4'11"46   | Leonardo Coelho Santos | 4'19"41   | Brandonn Almeida                                                                                                 | 4'21"10   |
| Staffette            | |           | |           | |           |
| 4x100 m stile libero | Brasile Breno Correia Marcelo Chierighini Bruno Fratus Pedro Spajari                                                  | 3'12"61   | Stati Uniti Michael Chadwick Drew Kibler Grant House Nathan Adrian                                                                            | 3:14.94   | Messico Gabriel Castaño Daniel Ramírez Jorge Iga Long Gutiérrez                                                  | 3'16"21   |
| 4x200 m stile libero | Brasile Luiz Altamir Melo Fernando Scheffer João de Lucca Breno Correia                                               | 7'10"66   | Stati Uniti Drew Kibler Grant House Samuel Pomajevich Christopher Wieser                                                                      | 7'14"82   | Messico Jorge Iga Long Gutiérrez José Martínez Ricardo Vargas                                                    | 7'19"43   |
| 4x100 m misti        | Stati Uniti Daniel Carr Nicolas Fink Thomas Shields Nathan Adrian Nicholas Alexander* Matthew Josa* Michael Chadwick* | 3'30"25   | Brasile Guilherme Guido João Gomes Júnior Vinicius Lanza Marcelo Chierighini Leonardo de Deus* Felipe Lima* Luiz Altamir Melo* Breno Correia* | 3'30"98   | Argentina Agustín Hernández Gabriel Morelli Santiago Grassi Federico Grabich Nicolas Deferrari* Guido Buscaglia* | 3'38"21   |
| Fondo                | |           | |           | |           |
| 10 km.               | Esteban Enderica | 1:53'46"7 | Guillermo Bertola | 1:54'00"0 | Taylor Abbott | 1:54'02"7 |

### Donne
| Evento               | Oro | Tempo     | Argento | Tempo     | Bronzo | Tempo     |
| Stile libero         | |           | |           | |           |
| 50 m                 | Etiene Medeiros | 24"88     | Margo Geer | 25"03     | Madison Kennedy | 25"14     |
| 100 m                | Margo Geer | 54"17     | Alexia Zevnik | 55"04     | Larissa Oliveira | 55"25     |
| 200 m                | Claire Rasmus | 1'58"64   | Meaghan Raab | 1'58"70   | Larissa Oliveira | 1'59"78   |
| 400 m                | Delfina Pignatiello                                                                                                  | 4'10"86   | Danica Ludlow | 4'11"97   | Alyson Ackman | 4'12"05   |
| 800 m                | Delfina Pignatiello                                                                                                  | 8'29"42   | Mariah Denigan | 8'34"18   | Viviane Jungblut | 8'36"04   |
| 1500 m               | Delfina Pignatiello                                                                                                  | 16'16"54  | Kristel Köbrich | 16'18"19  | Rebecca Mann | 16'23"23  |
| Dorso                | |           | |           | |           |
| 100 m                | Phoebe Bacon | 59"47     | Danielle Hanus | 1'00"34   | Etiene Medeiros | 1'00"67   |
| 200 m                | Alexandra Walsh | 2'08"30   | Isabelle Stadden | 2'08"39   | Mackenzie Glover | 2'10"95   |
| Rana                 | |           | |           | |           |
| 100 m                | Anne Lazor | 1'06"94   | Julia Sebastián | 1'07"09   | Faith Knelson | 1'07"42   |
| 200 m                | Anne Lazor | 2'21"40   | Bethany Galat | 2'21"84   | Julia Sebastián | 2'25"43   |
| Delfino              | |           | |           | |           |
| 100 m                | Kendyl Stewart | 58"49     | Danielle Hanus | 58"93     | Sarah Gibson | 59"11     |
| 200 m                | Virginia Bardach | 2'10"87   | Mary-Sophie Harvey | 2'11"68   | Meghan Small | 2'12"51   |
| Misti                | |           | |           | |           |
| 200 m                | Alexandra Walsh | 2'11"24   | Meghan Small | 2'11"36   | Bailey Andison | 2'14"14   |
| 400 m                | Tessa Cieplucha | 4'39"90   | Virginia Bardach | 4'41"05   | Mary-Sophie Harvey | 4'43"20   |
| Staffette            | |           | |           | |           |
| 4x100 m stile libero | Stati Uniti Lia Neal Claire Rasmus Kendyl Stewart Margo Geer                                                         | 3:39.59   | Brasile Etiene Medeiros Larissa Oliveira Manuella Lyrio Daynara de Paula                                                            | 3:40.39   | Canada Alyson Ackman Kyla Leibel Katerine Savard Alexia Zevnik                                                                                       | 3:41.01   |
| 4x200 m stile libero | Stati Uniti Claire Rasmus Alexandra Walsh Sarah Gibson Meaghan Raab                                                  | 7'57"33   | Canada Alyson Ackman Katerine Savard Danica Ludlow Mary-Sophie Harvey                                                               | 7'59"16   | Brasile Aline Rodrigues Larissa Oliveira Manuella Lyrio Gabrielle Roncatto                                                                           | 8'07"77   |
| 4x100 m misti        | Stati Uniti Phoebe Bacon Anne Lazor Kendyl Stewart Margo Geer Isabelle Staden* Molly Hannis* Sarah Gibson* Lia Neal* | 3'57"64   | Canada Danielle Hanus Faith Knelson Haley Black Alexia Zevnik Mackenzie Glover* Mary-Sophie Harvey* Katerine Savard* Alyson Ackman* | 4'01"90   | Brasile Etiene Medeiros Jhennifer Conceição Giovanna Diamante Larissa Oliveira Fernanda de Goeij* Pâmela de Souza* Daynara de Paula* Manuella Lyrio* | 4'04"96   |
| Fondo                | |           | |           | |           |
| 10 km.               | Ana Marcela Cunha | 2:00'51"9 | Cecilia Biagioli | 2:01'22"2 | Viviane Jungblut | 2:01'24"0 |

### Miste
| Evento               | Oro | Tempo   | Argento | Tempo   | Bronzo | Tempo   |
| Stile libero         | |         | |         | |         |
| 4x100 m stile libero | Stati Uniti Michael Chadwick Nathan Adrian Claire Rasmus Margo Geer Andrew Abruzzo* Charles Swanson* Madison Kennedy* Ali DeLoof*                   | 3:24.84 | Brasile Breno Correia Marcelo Chierighini Larissa Oliveira Etiene Medeiros João de Lucca* Pedro Spajari* Lorrane Ferreira* Camila Mello* | 3:25.97 | Messico Daniel Ramírez Jorge Iga Monika González-Hermosillo María Mata Tayde Revilak* Marie Condé* José Martínez Gómez* | 3:31.36 |
| 4x100 m mista        | Brasile Guilherme Guido João Gomes Júnior Giovanna Diamante Larissa Oliveira Jhennifer Conceição* Manuella Lyrio* Leonardo de Deus* Vinicius Lanza* | 3:48.61 | Canada Javier Acevedo James Dergousoff Danielle Hanus Alexia Zevnik Haley Black* Kyla Leibell*                                           | 3:49.97 | Argentina Andrea Berrino Julia Sebastián Santiago Grassi Federico Grabich Virginia Bardach* Florencia Perotti*          | 3:50.53 |

Legenda:

 = Record dei Giochi panamericani;  = Record americano;  = Record sudamericano;  = Record nazionale.
* Atleti medagliati che hanno partecipato solo alle batterie.